# Mellenbach (Schwarzatal)
Mellenbach wird vom Mellenbach durchflossen und ist ein Ortsteil der  Landgemeinde Stadt Schwarzatal im Landkreis Saalfeld-Rudolstadt in Thüringen.

## Lage
Mellenbach ist ein Straßendorf über etwa 2,5 Kilometer im unteren Schwarzatal bei etwa 380 Meter über NN. Die Straße des Dorfes und die Bahntrasse sowie die Häuser füllen die Breite des schmalen Tales. So reihen sich fünf kleine Orte, aus denen die Gemeinde 1923 gebildet wurde, zusammen.

## Geschichte
Mellenbach wurde als Melnbach erstmals am 10. Februar 1315 urkundlich genannt. Bis 1918 gehörte der Ort zur Oberherrschaft des Fürstentums Schwarzburg-Rudolstadt.
Alle anderen Informationen sind dem Artikel Mellenbach-Glasbach zu entnehmen.

## Sehenswürdigkeiten
- St. Katharin

## Persönlichkeiten
- Friedrich Wilhelm Winzer (1811–1886), Orgelbauer